# BoA Live Tour 2008 the Face
BoA Live Tour 2008 the Face – album wideo koreańskiej piosenkarki BoA wydany 17 września 2008 roku.

## Notowania na listach przebojów
| Kraj    | Lista (2008) | Najwyższa pozycja |
| ------- | ------------ | ----------------- |
| Japonia | DVD Chart    | 3                 |